# Gunnar Söderlind
Johan Gunnar Söderlind, född den 17 augusti 1863 i Söderala, Gävleborgs län, död den 11 augusti 1944 i Stockholm, var en svensk ämbetsman.
Söderlind blev student vid Uppsala universitet 1882 och juris utriusque kandidat där 1890. Han blev vice häradshövding 1892, amanuens i domänstyrelsen 1893, var notarie i Överståthållarämbetet 1895–1896, fiskal i domänstyrelsen 1898 samt notarie och byråchef där 1905–1930. Söderlind var sekreterare och kamrer hos styrelsen för första dövstumskoledistriktet 1895–1905, ledamot och kassadirektör i nämnda styrelse från 1908, vice ordförande 1924–1934, sekreterare och ombudsman hos styrelsen för Stockholm-Västerås-Bergslagens nya järnvägsaktiebolag från 1898, i jordbruksdepartementet tillkallad domänsakkunnig 1915–1921, ordförande i hyresnämnden i Stockholm 1917–1923, ordförande för kronojordsakkunnige 1927–1928, ledamot av nordiska administrativa förbundets styrelse 1920–1934.